# Ulzar
Ulzar (en rus: Улзар) és un poble de la República de Buriàtia, a Rússia, segons el cens del 2010 tenia 110 habitants.